# Dmitrij Łoza
Dmitrij Fiodorowicz Łoza (ros. Дмитрий Фёдорович Лоза, ur. 14 kwietnia 1922 we wsi Kolesnikowka obecnie w rejonie szewczenkowskim w obwodzie charkowskim, zm. 22 maja 2001 w Moskwie) – radziecki czołgista, pułkownik, Bohater Związku Radzieckiego (1946).

## Życiorys
Urodził się w ukraińskiej rodzinie chłopskiej. Miał wykształcenie średnie. Od 1940 służył w armii, w 1942 ukończył szkołę wojsk pancernych w Saratowie. Od sierpnia 1943 uczestniczył w wojnie z Niemcami, był dowódcą batalionu czołgów 46 Gwardyjskiej Brygady Pancernej 9 Gwardyjskiego Korpusu Zmechanizowanego 6 Gwardyjskiej Armii Pancernej 3 Frontu Ukraińskiego w stopniu kapitana. 23 marca 1945 w pobliżu węgierskiego miasta Veszprém dowodzony przez niego batalion zdobył pociąg wraz z zaopatrzeniem, dwa magazyny z paliwem, warsztat artyleryjski i w nim 14 sprawnych dział oraz cztery Pantery. W walce z niemiecką kolumną czołgów batalion Łozy zadał wrogowi duże straty, niszcząc 29 czołgów i dział samobieżnych, zdobywając 20 i niszcząc 10 samochodów oraz zabijając podobno ok. 250 żołnierzy i oficerów wroga. 9 kwietnia 1945 wziął udział w walkach o Wiedeń. Po zakończeniu wojny w Europie uczestniczył w wojnie z Japonią. W 1950 ukończył Akademię Wojskową im. Frunzego, a w 1956 adiunkturę tej akademii, w której pracował jako starszy wykładowca. W 1967 został zwolniony do rezerwy w stopniu pułkownika. Był starszym pracownikiem naukowym instytutu badawczego, otrzymał tytuł kandydata nauk wojskowych i później profesora nadzwyczajnego. Otrzymał nagrodę im. Frunzego. Został pochowany na Cmentarzu Trojekurowskim w Moskwie.

## Odznaczenia
- Złota Gwiazda Bohatera Związku Radzieckiego (15 maja 1946)
- Order Lenina (15 maja 1946)
- Order Czerwonego Sztandaru (30 września 1945)
- Order Aleksandra Newskiego (23 lutego 1945)
- Order Wojny Ojczyźnianej I klasy (6 kwietnia 1985)
- Order Wojny Ojczyźnianej II klasy (13 września 1943)
- Order Czerwonej Gwiazdy (dwukrotnie, 22 kwietnia 1944 i 30 grudnia 1956)

I medale.